# (6692) Antonínholý
(6692) Antonínholý, désignation internationale (6692) Antoninholy, est un astéroïde de la ceinture principale.

## Description
(6692) Antoninholy est un astéroïde de la ceinture principale. Il fut découvert le 18 avril 1985 à l'Observatoire Kleť par Zdeňka Vávrová. Il présente une orbite caractérisée par un demi-grand axe de 2,57 UA, une excentricité de 0,24 et une inclinaison de 6,8° par rapport à l'écliptique.

## Compléments